# Pseudoligostigma incisa
Pseudoligostigma incisa là một loài bướm đêm trong họ Crambidae.